# Вуйцин (Жнінський повіт)
Вуйцин (пол. Wójcin, нім. Waldersee) — село в Польщі, у гміні Жнін Жнінського повіту Куявсько-Поморського воєводства.
Населення — 234 особи (2011).
У 1975-1998 роках село належало до Бидгощського воєводства.

## Демографія
Демографічна структура станом на 31 березня 2011 року:
|          | Загалом | Допрацездатний вік | Працездатний вік | Постпрацездатний вік |
| -------- | ------- | ------------------ | ---------------- | -------------------- |
| Чоловіки | 105     | 21                 | 71               | 13                   |
| Жінки    | 129     | 39                 | 63               | 27                   |
| Разом    | 234     | 60                 | 134              | 40                   |